# Leobendorf
Leobendorf là một thị trấn ở huyện Korneuburg thuộc bang Niederösterreich nước Áo. Đô thị Leobendorf có diện tích 29,96 km², dân số năm 2001 là 4284 người.